# Vệ Hà
Vệ Hà (chữ Hán: 衞瑕; trị vì: 632 TCN-631 TCN), tên thật là Cơ Hà (姬瑕), là vị vua thứ 23 của nước Vệ – chư hầu nhà Chu trong lịch sử Trung Quốc.
Vệ Hà là con thứ của Vệ Văn công – vua thứ 20 nước Vệ và em của Vệ Thành công – vua thứ 21 nước Vệ.
Trong cuộc chiến tranh ngôi bá chủ giữa nước Tấn với nước Sở, vua anh Vệ Thành công ngả theo nước Sở nên bị Tấn đánh, phải chạy ra đất Tương Ngưu, giao lại nước cho Vệ Thúc Vũ cùng đại phu Nguyên Huyến.
Sau trận Thành Bộc, Tấn Văn công trở thành bá chủ, phục lại ngôi cho Vệ Thành công. Năm 632 TCN, Thành công về nước giết Thúc Vũ, Nguyên Huyến bỏ trốn sang nước Tấn tố cáo. Tấn Văn công bèn bắt Vệ Thành công giam ở kinh đô nhà Chu. Nguyên Huyến về nước lập Cơ Hà lên làm vua mới.
Năm 631 TCN, Vệ Thành công nhờ Lỗ Hy công xin hộ với vua Chu và vua Tấn và được trở về nước. Vệ Thành công sai người về nước lấy lễ hối lộ cho các đại phu nước Vệ là Chu Chuyên và Dã Cận, giục họ giết Nguyên Huyến để không ai ngăn cản mình trở về nước.
Mùa thu năm 631 TCN, Dã Cận và Chu Chuyên bèn làm binh biến giết chết Nguyên Huyến và Vệ Hà.
Vệ Hà làm vua được 1 năm thì bị giết. Vệ Thành công trở lại ngôi vua lần thứ 3.